# 日本商陆
日本商陆（学名：Phytolacca japonica）为商陆科商陆属下的一个种。